# Leuctra dolasilla
Leuctra dolasilla is een steenvlieg uit de familie naaldsteenvliegen (Leuctridae). De wetenschappelijke naam van de soort is voor het eerst geldig gepubliceerd in 1955 door Consiglio.